# Abriaquí
Abriaquí è un comune della Colombia facente parte del dipartimento di Antioquia.
Il centro abitato venne fondato da Marcelo, Antonio e Manuel Santos e da Salvador Urrego il 7 febbraio 1821, mentre il comune venne istituito nel 1912.